# جاك غارلاند
جاك غارلاند (بالإنجليزية: Jack Garland)‏ (و. 1918 – 1964 م) هو سياسي، وصحفي، من كندا، ولد في سميث فولس، أونتاريو، كان عضوًا في حزب الأحرار الكندي، توفي عن عمر يناهز 46 عاماً.

## مناصب
تولى منصب عضو مجلس العموم الكندي.